# Trepča (rudnik)
Trepča je veliko ležište olovo-cinčane rude na Kosovu, koja obuhvaća zapadne, jugozapadne i južne dijelove Kopaonika. Jedna je od najvećih takvih ležišta u Europi. 
Eksploatacija rudnih bogatstava započela je u doba kralja Milutina (1282. – 1321.), početkom 14. stoljeća (1303.) i trajala je do kraja 17. stoljeća. Između dva svjetska rata, britanska kompanija "Trepča Mines Limited" –  započinje radove na području Trepče (1927.) otvaranjem rudnika (1930.) i gradnjom topionice olova (1940.). Poslije Drugog svjetskog rata, njena imovina je nacionalizirana i utemeljen je Rudarsko-metalurško-kemijski kombinat olova i cinka Trepča, koji je u jednom trenutku zapošljavao oko 20.000 radnika i proizvodio oko 70 % mineralnih sirovina stare Jugoslavije. Danas, zbog specifične situacije u tom dijelu Kosova, veći dio kombinata Trepča nije operativan, a dodatni problem predstavlja zastarjela i dotrajala oprema.
Prema procjenama iz 2001. godine, preostali kapacitet Trepče je oko 29.000.000 t rude od čega je:
- 3,40 do 3,45 % odnosno 999.000 t olova,
- 2,23 do 2,36 % odnosno 670.000 t cinka
- 74 do 81 g/t odnosno 2200 t zlata.